# Wang Chuqin
Wang Chuqin (Jilin, 11 mei 2000) is een Chinese professioneel tafeltennisser. Hij speelt linkshandig met de shakehandgreep. Hij bereikte in maart 2024 voor het eerst nummer 1 op de ITTF-ranking.

## Belangrijkste resultaten
| Jaar | Tornooi                                   | Tegenstander      | Score |  |
| ---- | ----------------------------------------- | ----------------- | ----- |  |
| 2018 | Youth Olympic Games                       | Tomokazu Harimoto | 4–1   |  |
| 2019 | ITTF World Tour, Swedish Open             | Lin Gaoyuan       | 4–0   |  |
| 2022 | WTT Star Contender European Summer Series | Truls Möregårdh   | 4–1   |  |
| 2022 | WTT Champions Macao                       | Fan Zhendong      | 4–3   |  |
| 2022 | WTT Cup Finals                            | Tomokazu Harimoto | 4–2   |  |
| 2023 | WTT Champions Macao                       | Ma Long           | 4–0   |  |
| 2023 | Asian Games                               | Fan Zhendong      | 4–3   |  |
| 2023 | WTT Star Contender Lanzhou                | Ma Long           | 4–2   |  |
| 2024 | WTT Finals                                | Fan Zhendong      | 4–0   |  |
| 2024 | WTT Star Contender Doha                   | Lin Shidong       | 4–2   |  |